# Pseudolampra rothei
Pseudolampra rothei är en kackerlacksart som beskrevs av Johann Gottlieb Otto Tepper 1893. Pseudolampra rothei ingår i släktet Pseudolampra och familjen storkackerlackor. Inga underarter finns listade i Catalogue of Life.